# Амарилис
Амарилис (Amaryllis) са род луковични растения от семейство Кокичеви (Amaryllidaceae). Амарилисите не бива да бъдат бъркани с род Hippeastrum, чието тривиално, но не и ботаническо наименование е амарилис.

## Видове
За разлика от Хипеаструмите, които са богат род, разпространен в Новия свят, род Амарилис съдържа само два представителя, които се срещат из каменисти и сухи райони в Южна Африка.
- Amaryllis belladonna
- Amaryllis paradisicola

Amaryllis belladonna често се използва като декоративно растение.